# Kasandana
Kasandana  (perzijsko کاساندان,  Kasandan,  starogrško starogrško Κασσανδάνη, Kassandanē) je  bila perzijska ahemenidska  plemkinja in žena kralja Kira II. Velikega, * 6. stoletje pr. n. št., † stoletje pr. n. št. 
S Kirom je imela štiri otroke: 
- Kambiza II., ki je nasledil očeta in osvojil Egipt
- Smerdisa (Bardija), ki je krajši čas vladal kot perzijski kralj
- Atoso, poročeno z Darejem II. Velikim
- Roksano[1]

Atosa je igrala pomembno vlogo v ahemenidski kraljevi družini, ker se je poročila z Darejem II. in rodila naslednjega ahemenidskega kralja Kserksesa I., ki je bil neposreden Kirov potomec. Herodot poroča, da so ob njeni smrti v vseh državah Ahemenidskega cesarstva razglasili globoko žalovanje. Babilonska Nabonidova kronika omenja, da je žalovanje trajalo šest dni. M. Boyce trdi, da je Kasandanina grobnica v Pasargadu.